# Л
Л, л は、キリル文字のひとつ。ギリシャ文字の Λ（ラムダ）に由来する文字で、ラテン文字の L に相当する文字である。一部フォント（Bookman Old Styleなど）によっては、大文字は Λ と同じ字形・小文字はそれを縮小したものになることがある。
対応するグラゴル文字は (ljudi、リュディ)である。

## 呼称
- スラヴ語派
  - ロシア語：エル（古くはエリ）
  - ウクライナ語：エル
  - ブルガリア語: лъ（ル）
- アルタイ諸語
  - キルギス語：エル
  - モンゴル語：エル

## 音素
原則として /l/ を表す。
- モンゴル語では、無声の摩擦音 /ɬ/ である。

## アルファベット上の位置
ロシア語・ベラルーシ語・セルビア語の第 13 字母、ウクライナ語の第 16 字母、ブルガリア語の第 12 字母、マケドニア語の第 14 字母である。

## 符号位置
| 大文字 | Unicode | JIS X 0213 | 文字参照        | 小文字 | Unicode | JIS X 0213 | 文字参照        | 備考 |
| ------ | ------- | ---------- | --------------- | ------ | ------- | ---------- | --------------- | ---- |
| Л      | U+041B  | 1-7-13     | &#x41B; &#1051; | л      | U+043B  | 1-7-61     | &#x43B; &#1083; |      |